# Acetat de geranil
L'acetat de geranil és un compost orgànic natural classificat com a monoterpè. És un líquid incolor amb una agradable aroma floral i rosa afruitada. El seu líquid condensat té un color lleugerament groc. L'acetat de geranil és insoluble en aigua, però soluble en alguns dissolvents orgànics com l'alcohol i el petroli.

## Obtenció
L'acetat de geranil es troba de manera natural en més de 60 olis essencials, com la palmarosa, el neroli, el gerani o el coriandre. Es pot obtenir per destil·lació fraccionada d'olis essencials.
L'acetat de geranil és un èster que es pot preparar semi-sintèticament mitjançant la condensació de geraniol amb àcid acètic.

## Usos
L'acetat de geranil s'utilitza principalment com a component de perfums per a cremes i sabons i com a ingredient aromatitzant. S'utilitza especialment en formulacions de roses, lavanda i gerani on es desitja una aroma dolça afruitat o cítrica.

## Seguretat
Està designat per l'Administració d'Aliments i Fàrmacs dels Estats Units com a generalment reconegut com a segur (GRAS).